# Julia Katharine
Julia Katharine (São Paulo, 16 de junho de 1977) é uma cineasta, roteirista e atriz brasileira. Foi a primeira cineasta transexual do Brasil a entrar no circuito comercial como diretora de um filme, com o curta-metragem Tea for Two, em 2019.
Em 2020, foi citada como parte dos "Top 10 Novos Cineastas Brasileiros" em uma lista feita pelo portal Papo de Cinema através de uma votação entre diversos críticos de todo o país.  A justificativa alega que o cinema de Katharine surge como uma das mais potentes forças do cinema brasileiro, que gradativamente abraça a diversidade como um elemento imprescindível para contar histórias, junto com um estilo que propõe a reflexão por meio da valorização da palavra e dos gestos.

## Biografia
Tendo começado sua carreira artística no teatro, debutou como atriz de cinema em 2016 integrando o elenco do curta-metragem Os Cuidados que se tem com o Cuidado que os Outros Devem ter Consigo Mesmos, de Gustavo Vinagre. Julia argumenta que o interesse pelo cinema surgiu ainda na infância, mas que o descrédito das pessoas a sua volta pela sua condição de mulher trans sempre estiveram presentes quando o assunto era a profissão de cineasta.
Posteriormente, em 2018, se destacou no cenário cinematográfico nacional ao roteirizar e estrelar o longa-metragem Lembro Mais Dos Corvos, filme que mistura fatos de sua própria trajetória e criações ficcionais. Nesse mesmo ano, lançou o curta-metragem de ficção Tea for Two, no qual ela também atua, junto com Gilda Nomacce.
Com este curta, recebeu seleções para diversos dos mais importantes prêmios e festivais de cinema do Brasil. Entre eles, o Prêmio Helena Ignez na Mostra de Cinema de Tiradentes e o Prêmio de Melhor Curta-Metragem de ficção no Prêmio Guarani de Cinema Brasileiro, assim como uma indicação ao primeiro-turno do Grande Prêmio do Cinema Brasileiro.

## Filmografia

### Como atriz
| Ano  | Filme                                                                       | Formato            |
| ---- | --------------------------------------------------------------------------- | ------------------ |
| 2016 | Os Cuidados que se tem com o Cuidado que os Outros Devem ter Consigo Mesmos | curta-metragem     |
| 2017 | Filme-Catástrofe                                                            | curta-metragem     |
| 2018 | O Som e o Tempo                                                             | série de televisão |
| 2018 | Lembro Mais Dos Corvos                                                      | longa-metragem     |
| 2018 | Tea for Two                                                                 | curta-metragem     |
| 2020 | Desterro                                                                    | longa-metragem     |
| 2020 | Estamos Todos na Sarjeta, Mas Alguns de Nós Olham as Estrelas               | curta-metragem     |

### Como diretora
| Ano  | Filme                       | Formato        |
| ---- | --------------------------- | -------------- |
| 2018 | Tea for Two                 | curta-metragem |
| 2020 | This Is Not Dancing Days    | curta-metragem |
| 2020 | Won't You Come Out to Play? | curta-metragem |